# Björn Otto
Björn Otto (* 16. Oktober 1977 in Frechen) ist ein ehemaliger deutscher Stabhochspringer. Er startete zuletzt für den ASV Köln und wurde von Michael Kühnke trainiert. Seine größten Erfolge sind die Silbermedaillen bei den Olympischen Spielen 2012 und den Europameisterschaften 2012. Er hält den deutschen Freiluftrekord mit 6,01 m.

## Sportliche Karriere
1992 begann Otto im Alter von 15 Jahren seine Karriere beim TSV Bayer Dormagen. Seit dem zweiten Platz bei den Deutschen Hallenmeisterschaften 2000 war er an der Spitze der deutschen  Stabhochspringer vertreten. Er erreichte mehrere vordere Ränge bei Deutschen Meisterschaften. Seine beste Platzierung war der Sieg bei den Deutschen Hallenmeisterschaften 2007 in Leipzig. Die ersten internationalen Erfolge waren die Siege beim European Indoor Cup 2004 sowie bei der Universiade 2005 in Izmir (Türkei).
Den bis dahin größten Erfolg feierte Otto bei den Weltmeisterschaften 2007 in Osaka (Japan). Dort belegte er mit übersprungenen 5,81 m Rang fünf. 2012 holte er Silber bei den Weltmeisterschaften in der Halle in Istanbul sowie bei den Europameisterschaften in Helsinki, dort mit der neuen persönlichen Bestleistung von 5,92 m. Bei den Olympischen Spielen in London gewann er die Silbermedaille mit im ersten Versuch übersprungenen 5,91 m. Sein Konkurrent Renaud Lavillenie scheiterte danach zwar an dieser Höhe, übersprang in seinem letzten verbleibenden Versuch aber 5,97 m.
Im September 2012 sprang Otto beim Stabhochsprung-Meeting in Aachen mit 6,01 m deutschen Freiluftrekord. Er übertraf die von Tim Lobinger 1997 erzielte Bestmarke um einen Zentimeter. Am 1. Januar 2013 wechselte Otto vom TSV Bayer Dormagen zum ASV Köln. Bei den Weltmeisterschaften 2013 in Moskau gewann er hinter Raphael Holzdeppe und Renaud Lavillenie die Bronzemedaille. 2015 musste Otto die zweite Saison in Folge wegen Achillessehnenbeschwerden ausfallen lassen. Er beendete seine Laufbahn beim Aachener Domspringen am 7. September 2016.
Otto ist 1,91 m groß und besaß ein Wettkampfgewicht von 89 kg.

## Persönliche Bestleistungen
- im Freien: 6,01 m (5. September 2012 in Aachen)
- in der Halle: 5,92 m (18. Februar 2012 in Potsdam)

## Auszeichnungen
- 2012: Silbernes Lorbeerblatt[3]
- 2012: Felix als Sportler des Jahres in Nordrhein-Westfalen
- 2013: Rudolf-Harbig-Gedächtnispreis

## Berufsweg
Björn Otto schloss ein Biologiestudium mit Diplom ab. Von 2013 bis 2015 absolvierte er eine Ausbildung zum Verkehrspiloten. Im September 2016 beendete er seine sportliche Karriere im Alter von 38 Jahren und begann im Januar 2017 als Pilot bei  SunExpress Deutschland zu arbeiten. Nach der Liquidation der SunExpress 2020/21 wechselte er zur Air Hamburg und 2022 zu Eurowings.

## Fernsehauftritte
- Am 24. November 2012 gewann er mit Raphael Holzdeppe als Partner beim TV total Turmspringen das Synchronspringen.

- Otto siegte bei der vom 14. Februar bis 4. April 2017 gesendeten zweiten Staffel der Wettkampfshow Ewige Helden.

- 2017 nahm er am Promi-Special der deutschen Version von Ninja Warrior teil.

- 2018 startete er im Juni bei Ninja Warrior siegreich mit dem Promi-Team Sporthelden. Im November versuchte sich Otto bei der 3. Staffel von Ninja Warrior Germany[8] sowie beim RTL Ninja Warrior Germany Promi-Special für den RTL-Spendenmarathon und schaffte es dort in die zweite Runde.